# Mois de l'année en japonais
Comme en Occident, l'année japonaise est composée de douze mois. Pour composer le nom du mois, il suffit d'ajouter au numéro du mois le compteur 月 (gatsu) signifiant « mois, lune ».
| Français  | Rōmaji       | Hiragana       | Kanji  |
| --------- | ------------ | -------------- | ------ |
| janvier   | ichigatsu    | いちがつ       | 一月   |
| février   | nigatsu      | にがつ         | 二月   |
| mars      | sangatsu     | さんがつ       | 三月   |
| avril     | shigatsu*    | しがつ         | 四月   |
| mai       | gogatsu      | ごがつ         | 五月   |
| juin      | rokugatsu    | ろくがつ       | 六月   |
| juillet   | shichigatsu* | しちがつ       | 七月   |
| août      | hachigatsu   | はちがつ       | 八月   |
| septembre | kugatsu*     | くがつ         | 九月   |
| octobre   | jūgatsu      | じゅうがつ     | 十月   |
| novembre  | jūichigatsu  | じゅういちがつ | 十一月 |
| décembre  | jūnigatsu    | じゅうにがつ   | 十二月 |

* Les formes alternatives yon, nana et kyū ne peuvent pas être utilisées ici.
Remarque : On peut tout aussi bien utiliser les chiffres arabes pour écrire les mois en japonais ; pour cela, on ajoute juste 月 au numéro du mois en chiffres arabes (par exemple, 12月 pour « décembre »).
Les mois ont également des noms traditionnels hérités du calendrier lunaire en usage avant 1873. Ils sont parfois encore utilisés dans un style poétique. Les sens donnés ici sont approximatifs et leur interprétation est sujette à débat pour les Japonais eux-mêmes. Les noms traditionnels des mois peuvent aussi être des prénoms, par exemple 弥生 (Yayoi). Autre exemple : Kisaragi est utilisé comme nom de famille.
| Français  | Kanji                | Rōmaji                     | Sens                                   |
| --------- | -------------------- | -------------------------- | -------------------------------------- |
| janvier   | 睦月                 | mutsuki                    | mois de la réunion familiale           |
| février   | 如月 ou 衣更着       | kisaragi                   | mois des vêtements chauds              |
| mars      | 弥生                 | yayoi                      | mois du renouveau végétal              |
| avril     | 卯月                 | uzuki                      | mois de ma floraison des deutzies      |
| mai       | 皐月 ou 早月 ou 五月 | satsuki                    | mois du semis du riz                   |
| juin      | 水無月               | minazuki                   | mois de l'eau*                         |
| juillet   | 文月                 | fumizuki                   | mois des épis de riz                   |
| août      | 葉月                 | hazuki                     | mois de la chute des feuilles          |
| septembre | 長月                 | nagatsuki                  | mois des longues nuits                 |
| octobre   | 神無月               | kannazuki ou kaminashizuki | mois des dieux**                       |
| novembre  | 霜月                 | shimotsuki                 | mois du givre                          |
| décembre  | 師走                 | shiwasu                    | mois où même les maîtres sont débordés |

* En ancien japonais, 無 est l'équivalent du の actuel. En somme, 水無月 et 神無月 sont les équivalents de 水の月 et 神の月 (無 n'est donc pas utilisé pour marquer une négation)
** Selon une étymologie courante mais incertaine, les dieux étaient censés être tous rassemblés au mois d'octobre au sanctuaire d'Izumo pour leur réunion annuelle. D’ailleurs, dans la région d’Izumo, ce mois s’appelle kamiarizuki, « le mois des dieux présents ».